# Isao Tomita (compositeur)
 (mai 2016).
Si vous disposez d'ouvrages ou d'articles de référence ou si vous connaissez des sites web de qualité traitant du thème abordé ici, merci de compléter l'article en donnant les références utiles à sa vérifiabilité et en les liant à la section « Notes et références ».
Pour les articles homonymes, voir Tomita et Isao Tomita (monteur).
Isao Tomita (冨田 勲, Tomita Isao), né le 22 avril 1932 à Tokyo et mort le 5 mai 2016 dans la même ville, est un compositeur japonais de musique électronique.

## Biographie
Tomita naît à Tokyo et passe une partie de son enfance en Chine avec son père. Plus tard, après être retourné au Japon, il prend des cours particuliers d’orchestration et de composition musicale pendant ses études d’histoire de l’art à l'université Keiō de Tokyo. Il est diplômé en 1955 et devient compositeur à temps complet pour la télévision, le cinéma et le théâtre.
Il compose le thème musical de l’équipe de gymnastique japonaise durant les Jeux olympiques de Sydney, en 1956. Durant les années 1960, il concentre ses recherches sur la musique électronique après avoir écouté l'album Switched on Bach  de Walter Carlos qui y jouait de la musique classique grâce à un synthétiseur modulaire Moog.
Isao fait alors l’acquisition d’un synthétiseur du même type, un Moog IIIp, et démarre la création de son propre studio d'enregistrement. Il commence par retravailler certaines pièces de Claude Debussy, pour sortir en 1974 son deuxième album Snowflakes Are Dancing (en), un énorme succès dans le monde qui lui permet d’acquérir le statut d’interprète virtuose aux yeux du public (sa version de l’Arabesque no 1 fut d'ailleurs utilisée comme générique de présentation des programmes par la chaîne de télévision française FR3 durant la saison 1983-1984).
La même année il compose la musique du film japonais Last Days of Planet Earth.
Il continua à produire d’autres albums, dont les plus célèbres sont de nouveaux arrangements de morceaux de musique classique, comme L'Oiseau de feu d’Igor Stravinsky, Les Tableaux d'une exposition de Modeste Moussorgski ou Les Planètes de Gustav Holst.
Tomita donna à partir de ce moment de nombreux concerts en extérieur sous le concept « Nuage Sonore », dans celui-ci les enceintes retransmettant la musique qu’il joue se trouvent au-dessus du public, donnant l’image d’un « nuage de sons », d'un paysage sonore où le spectateur contemple la musique qu'il entend.
Il donne un grand concert en 1984 « Mind of the Universe » pendant le festival de musique contemporaine Ars Electronica de Linz, en Autriche. Lui et ses instruments étaient suspendus dans une pyramide de verre au-dessus de 80 000 spectateurs.
Deux ans plus tard c’est pour le centenaire de la statue de la Liberté qu’il remonte sur scène à New York pour un show grandiose. Il joue également à Sydney au cours de cette période.
Durant les années 1990, il compose une symphonie intitulée « The Tale of Genji » inspirée du conte japonais éponyme Le Dit du Genji (源氏物語, Genji monogatari) du onzième siècle qui est l'une des principales inspirations de l'art japonais, surtout dans le théâtre classique Nô (le livre 9 titré Aoi (葵, あおい) est même depuis le treizième siècle la pièce de très loin la plus jouée dans le théâtre Nô) et dans la peinture traditionnelle (le style dit "Gengi-e"). Cette œuvre littéraire classique presque millénaire est si populaire encore aujourd'hui au Japon qu'elle est même la source de nombreux mangas (bandes dessinées au style japonais). Elle compte en effet 54 livres dans sa version originale. En 1998, à la longue liste des compositeurs qui se sont succédé pendant 900 ans Tomita ajoutait son nom en signant là une grande œuvre d'un nouveau genre, suite de 9 mouvements pour orchestre symphonique occidental (agrémenté de quelques très discrets synthétiseurs) et orchestre traditionnel japonais (contenant shinobue, ryuteki, biwa, shō, hichiriki, et koto) accompagné de la voix de Mari Uehara (qui jouait également le Biwa), célèbre cantatrice de théâtre Nô. Qualifié parfois à tort d'opéra, cette œuvre d'Isao Tomita n'est nullement un opéra car la voix n'est présente que de façon très discrète et très brève (à chaque fois seulement quelques secondes) et dans seulement quatre des neuf mouvements. L'album fut enregistré en public le 22 novembre 1998 au NHK Hall (Tokyo) pour le "Millenium de la Culture". L'œuvre, qui respecte totalement les principes de l'art symphonique japonais, fut rejouée par la suite par plusieurs orchestres symphoniques à travers le monde, notamment à Los Angeles et Londres.

## Discographie

### Albums studio
- Switched-On Rock - (Electric Samurai) (1972)
- Snowflakes are Dancing (1974)
- Pictures at an Exhibition (1975)
- Firebird Suite (1975)
- The Planets (1976)
- Kosmos (1978)
- Bermuda Triangle (1979)
- Daphnis et Chloé - Bolero (1980)
- Grand Canyon Suite (1982)
- Dawn Chorus - Canon of the Three Stars (1984)
- Space Walk (Impressions Of An Astronaut) (1984)
- Misty Kid of Wind (1989)
- Storm from the East (1992)
- Shin Nihon Kikou (1994)
- Nasca Fantasy (1994)
- Bach Fantasy (1996)
- 21 seiki e no densetsushi Shigeo Nagashima (2000)
- Tale of Genji Symphonic Fantasy (studio) (2000)
- Sennen no Koi - Hikaru Genji Monogatari (2001)
- The Planets 2003 (2003)
- Kakushi ken oni no Tsume (2004)
- Black Jack: Futari no kuroi isha (2005)

### Albums live
- Mind of the Universe - Live at Linz (1985)
- Back to the Earth - Live in New York (1988)
- Hansel und Gretel (VHS, CD) (1993)
- Tale of Genji (1999)

### Compilations
- Sound Creature (1977)
- Greatest Hits (1979)
- A Voyage Through His Greatest Hits Volume 1 (1981)
- A Voyage Through His Greatest Hits Volume 2 (1981)
- Best of Tomita (1984)
- Tomita Different Dimensions (1997)
- Tomita on NHK (2003)
- Isao Tomita Tezuka Osamu's Work Selection of Music (2016) - (Compilation exclusivement parue au Japon)

### Musiques de films
- 1966 : Jungle Emperor Symphonic Poem
- 1974 : Prophecies of Nostradamus
- 1979 : L'Étang du démon (夜叉ケ池, Yashagaike?) de Masahiro Shinoda
- 1993 : L'École (学校, Gakkō?) de Yōji Yamada
- 1994 : First Emperor - (Superviseur musical)
- 1996 : Gakko II (学校ＩＩ, Gakkō II?) de Yōji Yamada
- 1997 : Jungle Emperor Leo
- 2001 : Sennen no Koi Story of Genji - Ou connut aussi sous le titre Sennen no Koi - Hikaru Genji Monogatari
- 2002 : Tokyo Disney Sea Aquasphere Theme Music
- 2002 : Le Samouraï du crépuscule (たそがれ清兵衛, Tasogare seibei?) de Yōji Yamada
- 2004 : La Servante et le Samouraï (隠し剣 鬼の爪, Kakushi ken oni no tsume?) de Yōji Yamada
- 2005 : Black Jack: The Two Doctors of Darkness
- 2006 : Amour et Honneur (武士の一分, Bushi no ichibun?) de Yōji Yamada
- 2008 : Kabei, notre mère (母べえ, Kābē?) de Yōji Yamada

### DVD
- Landshape - Satellite's Eye View Of Japan (1992)
- Dawn Chorus (1995)